# Diego Arismendi
Hugo Diego Arismendi, född 25 januari 1988 i Montevideo, är en uruguayansk fotbollsspelare som spelar som mittfältare för Al-Shabab i Saudiarabien. 
Arismendi gjorde sin landslagsdebut mot Norge den 28 maj 2008.
Den 29 augusti 2009 kom Arismendi överens med Stoke City om en övergång från Club Nacional och genomgick en läkarundersökning varefter han skrev på för klubben. Övergångssumman var 3 miljoner euro (2,9 miljoner pund), en summa som kan komma att stiga till 5,5 miljoner euro (4,84 miljoner pund).
Arismendi debuterade för Stoke Citys reservlag i en match mot Wolverhampton Wanderers reservlag den 3 september 2009. Han låg bakom Stokes matchvinnande mål.